# Peace Train
Singles de Cat Stevens
Moonshadow
(1971) Morning Has Broken
(1971)
Peace Train est un single de Cat Stevens extrait de son album Teaser and the Firecat et sorti en septembre 1971. En atteignant la septième place du Billboard Hot 100 en octobre 1971, Peace Train devient la première chanson de Cat Stevens à entrer dans le top dix. La chanson figure aussi pendant trois semaines en tête des Hot Adult Contemporary Tracks.

## Reprise
- Zain Bihkha en 1997